# Кластерная инициатива
Кластерная инициатива — деятельность (совместный проект или портфель проектов или программа действий) различных стейкхолдеров (физических лиц, инициативных групп и организаций) по созданию или развитию кластера, функционирующего в рамках отраслевой или межотраслевой цепочки ценностей. Кластерная инициатива может быть инициирована как в рамках кластерной политики региона или страны, так и исходя из фактической деятельности её стейкхолдеров, формирующих стратегические приоритеты по созданию или развитию кластера.
Кластерная политика страны или региона может быть представлена как портфель кластерных инициатив, оптимизируемых с точки зрения эффектов и рисков от их реализации.
Помимо этого, кластерная инициатива может реализовываться в рамках программы развития инновационного территориального кластера.
Центры кластерного развития осуществляют поддержку кластерных инициатив. Следует понимать что термин КЛАСТЕРНАЯ ИНИЦИАТИВА это не инициатива поделенная на кластеры или исходящая от кластера по аналогии с народной инициативой исходящей от народа. Это именно инициатива по созданию кластера, такая же как «Банковская инициатива» то есть инициатива по созданию банка а не инициатива исходящая от банка. Тут главное не запутаться в понятиях и понимать что у чиновников в России особый язык и понимание. Для примера если чиновник говорит что он готов поддержать любую общественную инициативу то это возможно про инициативу по созданию какого ни будь общества, собаководов или спасателей, а не то что вы подумали. К примеру инициативу по созданию отстойника на водоканале чиновник может определить как отстойную, а классной инициативой может назвать инициативу по созданию класса. Термин Кластерная инициатива придуман от скудоумия чиновников которым нужно изображать бурную деятельность в экономике и осваивать народные деньги.

## Цели кластерных инициатив
Цели кластерных инициатив:
1. Оптимизация отношений между предприятиями и организациями региона, взаимодействующих в рамках отраслевых и межотраслевых цепочек ценностей
2. Создание механизмов аутсорсинга и субконтрактации предприятий и организаций региона (центры субконтрактации, центры коллективного пользования оборудованием).
3. Реализация совместных бизнес-проектов предприятиями и организациями региона (совместный маркетинг, реклама, организация продаж, совместные акции для клиентов, совместные закупки).
4. Реализация совместных производственных проектов и функций.
5. Реализация совместных проектов развития капитальной, территориальной, производственной инфраструктуры (строительство зданий и сооружений, автодорог, организация доступа к энергосетям, создание технопарков и инженерных парков).
6. Реализация совместных проектов по развитию образовательной, инновационной, инжиниринговой инфраструктуры (совместные центры обучения, центры исследований и разработок, центры трансфера технологий, центры дизайна и прототипирования).
7. Создание и покупка финансовых продуктов под реализуемые проекты (займы, облигации, гарантии и пр.).
8. Создание совместных управляющих компаний.

## Эффекты от кластерной инициативы
Эффекты от кластерной инициативы:
- Повышение доверия, улучшение отношений между предприятиями и организациями региона
- Оптимизация функционирования цепочек ценностей
- Экономический рост, повышение конкурентоспособности региона, увеличение ВРП региона и налоговых поступлений.
- Улучшение социального и человеческого капитала региона.
- Развитие территории, улучшение качества жизни территории, повышение привлекательности региона.
- Улучшение делового и инвестиционного климата в регионе.

## Стейкхолдеры кластерных инициатив
Кластерные инициативы могут формироваться:
- профессиональными сообществами предпринимателей региона и их организациямми;
- институтами развития страны и региона;
- федеральными, региональными и муниципальными исполнительными и законодательными органами власти.

## Изучение кластерных инициатив
Систематическое изучение кластерных инициатив осуществляется так называемыми кластерными обсерваториями — специализированными некоммерческими организациями, публикующими отчеты о целях и результатах кластерных инициатив, эффективности национальных и региональных кластерных политик. В основе методологии изучения кластерных политик лежит концепция конкурентоспособности Майкла Портера. В России изучение кластеров в инициативном порядке и по заказу Минэкономразвития России осуществляют Совет по изучению производительных сил, Институт статистических исследований и экономики знаний (ИСИЭЗ) НИУ ВШЭ, Совет по национальной конкурентоспособности, а также ряд коммерческих и научных организаций.

## Типология кластерных инициатив
Виды кластерных инициатив:
по трансформации цепочки ценности, в рамках которой взаимодействуют стейкхолдеры кластера:
- кластерная инициатива по концентрации цепочки ценности вокруг «ядра» кластера
- кластерная инициатива по диверсификации цепочки ценности

по отраслевой направленности:
- кластерная инициатива по развитию промышленного (машиностроительного, приборостроительного и пр.) кластера
- кластерная инициатива по развитию сельскохозяйственного (пищевого) кластера
- кластерная инициатива по развитию сырьевого кластера
- кластерная инициатива по развитию туристическо-рекреационного кластера
- кластерная инициатива по развитию кластера креативной индустрии
- кластерная инициатива по развитию финансового кластера
- кластерная инициатива по развитию биофармацевтического кластера
- кластерная инициатива по развитию информационно-технологического кластера
- кластерная инициатива по развитию научно-инновационного кластера
- кластерная инициатива по развитию кластера образовательных услуг

по этапу жизненного цикла кластера:
- кластерная инициатива по созданию кластера
- кластерная инициатива по росту кластера
- кластерная инициатива по интенсификации отношений в кластере
- кластерная инициатива по качественной трансформации кластера

по масштабу:
- кластерная инициатива международного уровня
- кластерная инициатива федерального уровня
- кластерная инициатива регионального уровня
- кластерная инициатива муниципального уровня

по инициатору:
- кластерная инициатива межправительственной или международной организации
- кластерная инициатива государства
- кластерная инициатива органов власти региона
- кластерная инициатива некоммерческой организации
- кластерная инициатива компании с государственным участием
- кластерная инициатива бизнес-организации
- кластерная инициатива группы лиц без организационного оформления
- кластерная инициатива физического лица

по механизму интеграции участников кластера:
- кластерная инициатива «сверху»
- кластерная инициатива «снизу»
- «горизонтальная» кластерная инициатива

по иерархии участников:
- кластерная инициатива крупной «якорной» организации кластера
- кластерная инициатива в сети схожих организаций

по видам поддержки:
- кластерная инициатива при поддержке международных правительственных организаций
- кластерная инициатива при поддержке международных неправительственных организаций
- кластерная инициатива при поддержке законодательных органов власти государства
- кластерная инициатива при поддержке федеральных органов исполнительной власти
- кластерная инициатива при поддержке региональных органов исполнительной власти
- кластерная инициатива при поддержке муниципальных органов исполнительной власти
- кластерная инициатива при поддержке частных организаций
- кластерная инициатива при поддержке некоммерческих организаций
- кластерная инициатива при смешанной поддержке
- кластерная инициатива без поддержки

## Руководства и методические указания по кластерным инициативам
При реализации кластерных инициатив целесообразно руководствоваться стандартами по управлению проектами или руководствами по управлению программами. Министерство экономического развития России в 2012 году выпустило методические материалы по разработке программ развития инновационных территориальных кластеров, которые можно использовать в качестве руководства по составлению программы развития кластера в рамках кластерной инициативы.

## Семинары и тренинги по кластерным инициативам
Повысить квалификацию по управлению кластерными инициативами можно обратившись в региональный центр кластерного развития.

## Государственная координация кластерных инициатив
За формирование и реализацию кластерной политики государства, координацию органов исполнителльной власти в этом вопросе, формирование мер государственной поддержки отвечает департамент инновационного развития Министерства экономического развития Российской Федерации.

## Кластерные инициативы по развитию инновационных территориальных кластеров
В августе 2012 года Правительством Российской Федерации утвержден перечень пилотных 25 инновационных территориальных кластеров, относительно которых Министерству экономического развития России поручено сформировать меры государственной поддержки.